# 湘南純愛組！
《湘南純愛組！》是日本漫畫家藤泽亨的日本漫画作品。1990年至1996年于《週刊少年Magazine》连载。單行本全31冊、文庫版全15冊。後來發售OVA版共有5集。於2020年2月28日，Amazon Prime Video上映了由寬一郎 和金子大地主演全八集的日劇。

## 概要
『湘南三部曲』中的第二部，重點講述了『鬼爆』主角二人組的不良少年「鬼冢英吉」與「彈間龍二」高中時代生活的故事。《湘南三部曲》 由日本著名漫畫家藤澤亨的三部描寫湘南少年青春、燦爛、玩鬧、熱血、友誼、真情的漫畫作品「前傳麻辣拍檔」、「本傳湘南純愛組」、「續作麻辣教師」的統稱。

## 故事
講述『鬼爆』時期的鬼塚和彈間兩位主角的高中故事。本篇講述鬼塚和龍二高中時的故事。“鬼爆二人組”已經在湘南一帶很有名氣，並且最終進入了湘南有名的黑道高校——極東高校。正當所有人都在期待著他們帶領極東高校走向更強盛的時代時，'鬼爆'二人卻另有想法，他們偽造了一則退校通知，書寫了新的傳奇......。
本篇與《無賴布魯斯》一起號稱日本2大經典暴力漫畫，全篇貫穿著當時流行的“暴走族”思想，少年們幻想著用暴力來統治學校、統治地區、統治每一條燈火通明的“跑道” ，超越前輩的車尾燈，書寫自己的輝煌、創造自己的時代。
“鬼爆”置身事件中心，主動或被動的參與了場場惡戰，如收復『鐮蒼狂犬』、擊敗『極高首領—神堂寺鬱也』、『殺破韋馱天第三代總長武澤明』、『單腿單挑“ 殺人犯 ”大久保』、摧毀『暴走天使』餘黨兼力挑掀起“ 湘南戰爭”的“暴走天使” 三巨頭之一的『”冰之男“——阿久津淳也』、殲滅『橫濱騎士』......，最後鬼爆以內戰自取滅亡的方式告訴大家，無謂的暴力、殺戮與爭鬥，換來的不過是永恆的痛苦與湘南的清風。
《湘南純愛組》寫的雖是不良少年的暴力生活，但其真實想表現的卻是純真少年直白豁朗的情感亦即多彩的個性。一個個個性炯异，形象豐滿的角色相互碰撞，讓湘愛看似平淡無奇的故事不斷擦出閃亮的火花，讓人感受其間，感動其中。

## 登場人物
- 聲優為OVA的聲優。

### 主角
鬼塚英吉
聲：二又一成；演：宮下直紀
本作男主角之一。通稱『鬼之英吉』。
彈間龍二
聲：堀秀行；演：山口祥行
本作男主角之一。通稱『爆彈龍二』。

### 主角的親人
英吉之母
英吉的母親。
弾間陽子（だんま ようこ）
聲：小山裕香
龍二的姊姊。家中唯一能了解關心龍二的人
弾間義孝（だんま よしたか）
龍二的哥哥。
長賴渚
聲：林原惠
是個雙重人格者，過去曾有被性侵而造成分裂人格的悲慘過去，另一個人格「夜叉」有極度暴力傾向不過後來已恢復正常。騎黑色艾利米。
「夜叉」
聲：林原惠

### 湘南辻堂高中（辻高）

#### 鬼爆組
冴島俊行（さえじま としゆき）
初期與鎌田純被稱為"鎌倉的狂犬"的組合的狠角色，本書中鬼爆的第一個敵人，暗算龍二與埋伏圍毆英吉，被英吉一拳擊倒，後來與英吉變成好朋友。到了GTO時期是個常常拿違禁品的警察(沒收的A片 黑心手槍)也常常有以英吉當第一視角去冴島見面，算是個到GTO還非常吃重的角色。
聲：成田劍

鎌田純（かまた じゅん）
鎌倉狂犬的另一個人帥哥角色，打起架來算是發瘋般的強，一開始與冴島暗算並囚禁龍二，龍二逃脫後被徹底擊倒，後來與鬼爆變成好朋友。到了橫濱篇因為小時後的好友死亡(小夏)，決定實現他們小時後的夢想到美國闖一闖。有個愛裝扮成女生並暗戀英吉的弟弟。
聲：檜山修之

走真（はしり まこと）
鬼爆高中同學，喜歡拿著鬼爆的名號到處惹是生非，是漫畫中最沒膽識的一人,常常需要別人的幫助，相貌普通卻是花花公子，後來因女友真實疑似懷孕的烏龍事件後與真實穩定交往。
聲：林延年

伊藤唯（いとう ゆい）
與冴島、鎌田同為鎌倉五中出身，英吉的高中同班同學。故事一開始暗戀英吉，後來與塚井變成男女朋友。
聲：椎名碧流
阿部寛（あべ ひろし）
鬼爆的高中同學，辻高的第一泡妞高手。
声 - 相澤正輝

塚井強（つかい つよし）
號稱江中四天王,鬼爆的同班同學，初期因伊藤喜歡英吉而默默守護在伊藤身旁，但是英吉知道塚井的心意而拒絕伊藤的告白，塚井還因此跟他崇拜的英吉單挑，
後來與伊藤兩人開始交往。GTO時期沒有出場~只有提到塚井成為自衛隊並且兩人在純白的教堂結婚
聲：山崎巧（1～2話）→森川智之（4話）

藤崎志乃美（ふじさき しのみ）
英吉國二轉學前的鄰居從小就對英吉有好感，不過英吉覺得志乃美就像妹妹，故事中與平塚韋駄天3代目總長武澤明交往過，經過一系列事件確定了自己對武澤明的心意。到GTO時成為化妝師~到湘南14日又再度復出。
聲：平松晶子

津元克幸（つもと かつゆき）
鬼塚第一號小弟,非常崇拜英吉，以征服全國為人生目標.中學時期被稱為"美杜沙"，只要看他一眼就會被打，國中和火野為互為火拼對象，高中時成立KT部隊。
聲：森久保祥太郎

ヤスオ
KT部隊一員。
あつし
KT部隊一員。
三草（さえぐさ）
KT部隊一員。
北村（きたむら）
KT部隊一員。
三田村春樹（みたむら はるき）
KT部隊一員。
榊阿修羅（さかき あしゅら）

田丸善男（たまる よしお）

蒼樹真冬（あおき まふゆ）

清間（きよま）

毛呂尾拓（もろお たく）

森國光（もり くにみつ）

冴島らの取り巻き（さえじま-とりまき）

#### 教師
村越鮎美（むらこし あゆみ）
故事一開始在海邊與真里子假扮大學生與鬼爆相遇，對龍二有好感。因男友神堂寺車禍過世而一直無法放下心，而男友弟弟神堂寺郁也因不想讓鮎美成為別人的女人因而想要殺死她，後而被龍二所救與其交往。後來計畫與龍二結婚，但因大久保事件使龍二錯過與鮎美父母見面，同時體會龍二應該要過他15歲的青春人生，因而與龍二私下結婚一天後離開。
聲：鶴弘美；演：中山忍
母（聲：渡邊久美子）和父（聲：中博史）。
出雲真理子（いずも まりこ）
聲：勝生真沙子；演：森山祐子

南野用高（みなみの ようこう）

嘉手納南風（かでな なお）
演：立河宜子

毒大時有恒
聲：青森伸；演：中尾彬
辻堂高中校長。

### 湘南極東高校（極高）
神堂寺郁也（しんどうじ ふみや）
聲：不詳；演：松下一矢

朝倉良明（あさくら よしあき）
聲：結城比呂
奈津美男友，大久保事件後打算和奈津    美結婚
大坪（おおつぼ）
聲：古澤徹

木田
聲：三木真一郎

奈津美
聲：山崎和佳奈

大久保光明（おおくぼ みつあき）
聲：江川央生

今井浜吉蔵（いまいはま よしぞう）

丸山（まるやま）

### 江之島商業高校（江商）
仲条國士（なかじょう くにと）
暴走天使分裂後三大首領之一，江之島支部首領，為最後和鬼爆對抗之人物.
聲： 森川智之

田村亜希光（たむら あきみつ）
鎌倉殺戮部隊成員，與克辛是死對頭，與神島俊生有參與新江之島碼頭事件。
聲：藤原啓治

神島俊生（かみしま としき）
暴走天使分裂後三大首領之一，稻村支部首領，在江之島獵殺事件(湘南戰爭)與阿久津正面起衝突，後來被阿久津燒傷而住院。
出院後一直在等待阿久津出獄報仇，同時也想要繼承直樹的暴走天使特工衣。而在新江之島碼頭事件又被阿久津燒傷，後來逃出醫院差一點殺死阿久津。
聲：松本保典

### 暴走天使
是湘南最大最有影響力的組織，更是湘南的傳說，由暴走天使初代總長——真樹京介建立，後來被鬼爆摧毀。爆走天使是個充滿傳說的車隊，湘南從不曾有過第二個像那麼大的暴走族。最初只是由『初代總長——真樹京介』和他的朋友集合起來組成的一個10人左右小隊伍，但集合了各個地區頂尖的狠角色，所以在短時間內迅速壯大。 在有名的星期六集會事充滿了成員，暴走天使一旦開始飆車，海岸線路上的尾燈一小時以上絡繹不絕，而排氣聲也響個不停。

#### 初代成員
真樹京介
聲：澀谷茂；演：竹内力
原·暴走天使初代本部連總長、外號：音速小子、音速之王、身高：180+cm、身材：纖瘦、座駕：紅蓮ZⅡ。
看重的人：鬼塚英吉、阿久津淳也、繼承人：鬼塚英吉、喜歡的地方：湘南、喜歡的事：和夥伴一起
本書的『關鍵人物』。湘南傳說中的主角，神一般的存在，也是影響鬼塚英吉一生的人。
也繼他之後成為了傳說建立湘南有史以來最大的暴走族——『暴走天使』，當時被稱為湘南NO.1的人物，是湘南最快速的保持者，一個一直受人仰望、追逐卻無法超越的人。真樹的事蹟從來沒有正面描述過，都是在鬼爆的故事中回憶出現的，但是每次出現，不論二代暴走天使的三大勢力中的任何一個老大——仲條、阿久津、神島，還是鬼爆，都對他五體投地的崇拜。
相當瀟灑，是湘南史上里最為神秘、最為強悍的傳說中的男人，他組織暴走天使時的理由很簡單——和夥伴一起高興的穿梭在湘南的黑夜裡。在最初的一代時，他做到了。但是到了二代的時候，暴走天使開始走形，成為人見人惡的不良團體成為他最大的遺憾，打架鬥毆，進看守所，都不是他想看到的。
於是在這個時候，失望的離開，並希望他最看好的繼承人，鬼爆讓事情平息，摧毀暴走天使，事後鬼爆僅憑鬼爆二人就擺平瞭如傀儡般的第三代暴走天使。當然，那時的暴走天使只是一個空殼子了，初代的干部都站在了鬼爆那一邊。鬼爆繼承了真樹的理想，朋友組織在一起是為了單純的追求玩的快樂，卻不應該是為了權勢、野心而爭鬥，所以他才把特攻服傳給了鬼塚，而沒有給阿久津。
魅堂寺学（みどうじ まなぶ）
初代特攻隊長。
佐藤昌美（さとう まさみ）
聲：岩永哲哉
初代暴走天使幹部。
[初代暴走天使其他幹部]
- 管原道高
- 熊谷従士
- 天卷井龍
- 三原淳一
- 北原龍
- 奈美英雄
- 鬼島盛夫
- 山道谷菊也
- 三屋義男
- 地井正美
- 賊本聡司
- 真御滿

#### 二代成員
阿久津淳也
聲：子安武人
原·暴走天使二代本部連總長。皆為後成了最強最兇猛的武鬥族派，有名到在神奈川里人人聞之色變，那時支部成員共超過400名。他們是湘南有史以來最兇惡的暴走族。但是一群火爆浪子的集團不可能永遠結合在一起，變得過度龐大的隊伍開始分裂成了3派而開始了內亂，這就是所謂的「湘南戰爭」事件。
繼承第二代頭目的阿久津淳也以及稻村支部神島俊生和江之島仲條國士這三個人三足鼎立，把湘南這個城市帶入了恐怖的深淵。那時的人瘋狂得見人就砍，那時候他們連條子也不怕，還放火燒警車。
一個月後，那個「江之島獵殺事件」發生了，阿久津和神島正面起了衝突。阿久津想燒死神島，結果被送到家庭裁決所，神島也長期入院，然後由初代的真樹大哥出面，才讓那場亂斗告一段落。後來鬼爆兩人清除掉了死灰復燃的第三代暴走天使。
神島俊生
稻村支部長（殺戮部隊隊長）。
仲條國士
江之島支部長。

#### 三代成員
山岸明（やまぎし アキラ）
原·暴走天使三代本部連總長。
桐木一男
三代本部連副總長
高田（たかだ）
暴走天使三代特工隊隊長。

### 神奈川縣警
江夏（えなつ）
第二交通機動隊隊長。
毛利（もうり）
少年課刑事。
島村（しまむら）
少年課刑事。

### 暴力團相關
横川たかし（よこかわ たかし）
聲：松本保典

栗田（くりた）

松岡（まつおか）

### 其他人物
槍田想奈（やりた あいな）
聲：麻見順子

白百合桃子（しらゆり ももこ）
聲：冬馬由美

町田（まちだ）
聲：澤木郁也

伊舞奈美樹（いまいな みき）
聲：國府田麻理子

夕奈
聲：根谷美智子

南風
聲：根谷美智子

由紀
聲：橫尾麻里

武沢明（たけざわ あきら）
平塚韋駄天3代目総長。
鎌田薫（かまた かおる）
鎌田純的弟弟。擁有女人的漂亮外貌。
水樹・スミス・夏希（みずき なつき）
鎌田的幼馴染。
水樹・スミス・フユカ（みずき）

中垣（なかがき）

真内三月（まうち みづき）

菊丸（きくまる）

服部（はつとり）

丸口（まるぐち）
元江島四天王一人。
向上（こうがみ）
元江島四天王一人。
極沢うさぎ（きわめざわ）

火野剣吉（ひの けんきち）

ジョーイ

柏屋ジュンジ（かしや）

ジョーイの兄

ヨーコ

水無月沙也（みなづき さや）

葉月ミサト（はづき）

加藤（かとう）
みよちゃん<通稱>

西條あきら（さいじょう）

高杉（たかすぎ）
鎌倉殺戮部隊所属副長。
鮫原（さめはら）
鎌倉殺戮部隊所属。
BJ（ビージェイ）
NAVY格闘教官。
ジェームス

## 出版書籍
| 冊數 | 講談社         | 講談社                 |
| 冊數 | 發售日期       | ISBN                   |
| ---- | -------------- | ---------------------- |
| 1    | 1991年3月14日  | ISBN 978-4-06-313212-0 |
| 2    | 1991年4月15日  | ISBN 978-4-06-313216-8 |
| 3    | 1991年6月12日  | ISBN 978-4-06-311685-4 |
| 4    | 1991年7月31日  | ISBN 978-4-06-311702-8 |
| 5    | 1991年11月14日 | ISBN 978-4-06-311732-5 |
| 6    | 1992年2月12日  | ISBN 978-4-06-311755-4 |
| 7    | 1992年4月13日  | ISBN 978-4-06-311774-5 |
| 8    | 1992年7月13日  | ISBN 978-4-06-311807-0 |
| 9    | 1992年9月10日  | ISBN 978-4-06-311824-7 |
| 10   | 1992年12月11日 | ISBN 978-4-06-311853-7 |
| 11   | 1993年2月15日  | ISBN 978-4-06-311870-4 |
| 12   | 1993年5月11日  | ISBN 978-4-06-311902-2 |
| 13   | 1993年7月13日  | ISBN 978-4-06-311920-6 |
| 14   | 1993年9月10日  | ISBN 978-4-06-311938-1 |
| 15   | 1993年12月13日 | ISBN 978-4-06-311957-2 |
| 16   | 1994年2月10日  | ISBN 978-4-06-311985-5 |
| 17   | 1994年5月11日  | ISBN 978-4-06-312017-2 |
| 18   | 1994年7月12日  | ISBN 978-4-06-312033-2 |
| 19   | 1994年9月9日   | ISBN 978-4-06-312050-9 |
| 20   | 1994年12月9日  | ISBN 978-4-06-312081-3 |
| 21   | 1995年2月14日  | ISBN 978-4-06-312102-5 |
| 22   | 1995年5月15日  | ISBN 978-4-06-312137-7 |
| 23   | 1995年7月12日  | ISBN 978-4-06-312155-1 |
| 24   | 1995年10月9日  | ISBN 978-4-06-312186-5 |
| 25   | 1995年12月8日  | ISBN 978-4-06-312210-7 |
| 26   | 1996年2月14日  | ISBN 978-4-06-312232-9 |
| 27   | 1996年4月15日  | ISBN 978-4-06-312257-2 |
| 28   | 1996年6月14日  | ISBN 978-4-06-312278-7 |
| 29   | 1996年8月9日   | ISBN 978-4-06-312302-9 |
| 30   | 1996年10月15日 | ISBN 978-4-06-312328-9 |
| 31   | 1996年12月11日 | ISBN 978-4-06-312358-6 |

| 冊數 | 講談社         | 講談社                 | 東立出版社     | 東立出版社             |
| 冊數 | 發售日期       | ISBN                   | 發售日期       | ISBN                   |
| ---- | -------------- | ---------------------- | -------------- | ---------------------- |
| 1    | 2005年5月12日  | ISBN 978-4-06-360917-2 | 2024年1月18日  | ISBN 978-626-372-433-4 |
| 2    | 2005年5月12日  | ISBN 978-4-06-360918-9 | 2024年2月22日  | ISBN 978-626-372-434-1 |
| 3    | 2005年6月10日  | ISBN 978-4-06-360935-6 | 2024年3月28日  | ISBN 978-626-372-435-8 |
| 4    | 2005年6月10日  | ISBN 978-4-06-360936-3 | 2024年4月26日  | ISBN 978-626-372-436-5 |
| 5    | 2005年7月12日  | ISBN 978-4-06-360946-2 | 2024年5月27日  | ISBN 978-626-372-437-2 |
| 6    | 2005年7月12日  | ISBN 978-4-06-360947-9 | 2024年6月27日  | ISBN 978-626-372-438-9 |
| 7    | 2005年8月10日  | ISBN 978-4-06-360957-8 | 2024年8月30日  | ISBN 978-626-372-439-6 |
| 8    | 2005年8月10日  | ISBN 978-4-06-360958-5 | 2024年9月23日  | ISBN 978-626-372-440-2 |
| 9    | 2005年9月9日   | ISBN 978-4-06-360967-7 | 2024年10月14日 | ISBN 978-626-372-441-9 |
| 10   | 2005年9月9日   | ISBN 978-4-06-360968-4 | 2024年12月2日  | ISBN 978-626-372-442-6 |
| 11   | 2005年10月12日 | ISBN 978-4-06-360975-2 | 2025年1月10日  | ISBN 978-626-02-2188-1 |
| 12   | 2005年10月12日 | ISBN 978-4-06-360976-9 | 2025年2月27日  | ISBN 978-626-02-2189-8 |
| 13   | 2005年11月11日 | ISBN 978-4-06-360985-1 | 2025年5月12日  | ISBN 978-626-02-2190-4 |
| 14   | 2005年11月11日 | ISBN 978-4-06-360986-8 | 2025年6月26日  | ISBN 978-626-02-2191-1 |
| 15   | 2005年12月9日  | ISBN 978-4-06-360989-9 |                |                        |

| 標題 | 講談社         | 講談社                 | 講談社 |
| 標題 | 發售日期       | ISBN                   |        |
| ---- | -------------- | ---------------------- | ------ |
|      | 2009年7月1日   | ISBN 978-4-06-374435-4 |        |
|      | 2009年7月15日  | ISBN 978-4-06-374442-2 |        |
|      | 2009年8月5日   | ISBN 978-4-06-374455-2 |        |
|      | 2009年8月19日  | ISBN 978-4-06-374468-2 |        |
|      | 2009年9月2日   | ISBN 978-4-06-374479-8 |        |
|      | 2009年9月16日  | ISBN 978-4-06-374484-2 |        |
|      | 2009年10月7日  | ISBN 978-4-06-374493-4 |        |
|      | 2009年10月21日 | ISBN 978-4-06-374499-6 |        |
|      | 2009年11月4日  | ISBN 978-4-06-374509-2 |        |
|      | 2009年11月18日 | ISBN 978-4-06-374514-6 |        |
|      | 2009年12月2日  | ISBN 978-4-06-374524-5 |        |
|      | 2009年12月16日 | ISBN 978-4-06-374529-0 |        |
|      | 2010年1月6日   | ISBN 978-4-06-374541-2 |        |
|      | 2010年1月20日  | ISBN 978-4-06-374549-8 |        |
|      | 2010年2月3日   | ISBN 978-4-06-374558-0 |        |
|      | 2010年2月17日  | ISBN 978-4-06-374564-1 |        |
|      | 2010年3月3日   | ISBN 978-4-06-374576-4 |        |

## OVA
1994年到1997年共發行5卷OVA。

### 製作團隊
- 原作 - 藤澤亨
- 監督 - 箕ノ口克己（2）、鈴木行（3）、関田修（5）
- 腳本 - 南部英夫
- 人物設計 - 須藤昌朋（1）、廣田正志（2）、千羽由利子（2）、佐藤和巳（2）、三ッ井洋一（3）、和田崇（4、5）
- 作画監督 - 高鉾誠（1）、廣田正志（2）、三ッ井洋一（3）、和田崇（4、5）、梶谷光春（機械（5））
- 分鏡 - 竹之内和久（1、4）、廣田正志（2）、土蛇我現（2）、栗本宏志（3）、関田修（5）
- 演出 - 赤根和樹（1）、佐藤育郎（1）、日下直義（2）、栗本宏志（3）、山口武志（4）
- 美術監督 - 宮前光春（1）、本田修（2、3）、廣瀬義憲（4、5）
- 攝影監督 - 沖野雅英（1）、橋本和典（2）、安津畑隆（3）、中出三記夫（4）、黒澤豊（5）
- 音樂 - 佐伯真魚（1）、ノノヤママナコ（2）
- 音響監督 - 早瀨博雪（1）、田中英行（2から）
- 製作人 - 瀬島光雄
- 製作委員會 - lifework（1）、J.C.STAFF（2開始）
- 製作 - 日本映像

## 廣播劇
- 湘南純愛組!
- 湘南純愛組!2
- 湘南純愛組!3
- 湘南純愛組!4 地獄の暴走天使
- 湘南純愛組!5 鬼爆よ永遠に

## 電視劇
2020年2月28日播放，全8集

### 出演者
- 鬼塚英吉 - 寬一郎
- 弾間龍二 - 金子大地
- 村越鮎美 - 柳百合菜[5]
- 出雲真理子 - 吉田志織
- 長瀬渚 / 夜叉 - 山谷花純
- 藤崎志乃美 - 森田望智[5]
- 冴島俊行 - 奥野瑛太
- 鎌田純 - 伊島空
- 阿部寛 - 高木勝也
- 塚井強 - 三村和敬
- 走真 - 前原瑞樹
- 伊藤唯 - 小野花梨
- 津本克之 - 高尾悠希
- 鎌田薫 - 優太朗
- 槍田想奈 - 黑木光
- 神堂寺郁也 - 水石亜飛夢[5]
- 阿久津淳也 - 吉村界人
- 神島俊生 - 東啓介
- 田村亜希光 - 松井薫平

### 特別出演者
第1話
- 南野陽子
- 般若

第2話
- 辻堂高校校長 - 井田國彦（第7話）
- 南野用高 - 真壁刀義

第4話
- 佐藤昌実 - 山崎裕太（第7話、第8話）

第7話
- 井上研二 - 吉田栄作
- 江夏 - 岡田義徳（第8話）
- 真樹京介 - 大東駿介（第8話）

## 遊戲
2013年於gumi旗下公司的GREE所開發的社交遊戲『GTO×湘南純愛組!-フルスロットル-』，由GREE提供伺服器架設。フィーチャーフォンとスマートフォンにリリースされたが、2013年9月10日15時をもって配信終了した。